# Unité de salinité pratique
Pour les articles homonymes, voir PSU.
L'unité de salinité pratique ou psu (practical salinity unit), est une unité utilisée pour décrire la propriété salée de l'eau, soit la salinité. Ce n'est pas la seule, on trouve aussi le pss (practical salinity scale), ou la partie par milliers (‰).
En 1902, Martin Knudsen, Carl Forch et Søren Pedr Lauritz Sørensen ont proposé une méthode chimique de mesure de la salinité et la définition suivante :
« La salinité est le poids en grammes de résidu solide contenu dans un kilogramme d'eau de mer quand tous les carbonates ont été transformés en oxydes, le brome et l'iode remplacés par une quantité équivalente de chlorures, et que toute la matière organique a été complètement oxydée ».
- Unité de salinité : 1 psu =  1 g de sel (Na+Cl-) par kg d'eau de mer.
- 90 % des eaux océaniques ont des salinités comprises entre 34 et 35 psu[2].

De nos jours, la détermination de la salinité par leur méthode dite « par titrage de la chlorinité » est abandonnée au profit d'une mesure de conductivité de l'eau, plus facile à mettre en œuvre (surtout à bord d'un bateau).